# Pitchfork (film)
Pitchfork è un film del 2016 diretto da Glenn Douglas Packard.
Film horror statunitense che segna l'esordio alla regia di Glenn Douglas Packard

## Trama
Hunter ritorna dalla famiglia nel Michigan per fare coming out con suo padre (che è un conservatore). Non aspettandosi che le cose vadano bene Hunter ha chiesto ad alcuni dei suoi amici di venire con lui per supportarlo. Tuttavia, poco dopo l'arrivo di Hunter, i suoi amici e la sua famiglia si trovano ad essere il bersaglio di un killer che al posto della mano sinistra ha un forcone.

## Accoglienza
Il film ha attualmente un punteggio del 20% su Rotten Tomatoes, con una valutazione media di 2/10, basato su 5 recensioni. L'Hollywood Reporter e il Los Angeles Times hanno entrambi cassato il film, che il Los Angeles Times ha ritenuto "tediosamente di routine". Il sito di Horror Bloody Disgusting è stato più favorevole, affermando che "c'è ancora un po 'di divertimento con Pitchfork. La classica formula slasher funziona per un motivo, e il film ha un po' di quel fascino a basso costo che è così illusorio in questa epoca di film digitali."

## Riconoscimenti
È stato presentato in anteprima il 23 settembre 2016 all'Heath Springs Horror Film Festival, dove ha vinto il premio nella categoria "Best First Time Filmmaker Horror". Il 20 settembre 2016 è stato annunciato su Deadline Hollywood che Uncork'd Entertainment aveva acquisito il film e, in seguito, ha distribuito limitatamente l'opera nelle sale il 6 gennaio 2017 e su Video on demand il 13 gennaio dello stesso anno.